# ラ・カルロータ (スペイン)
ラ・カルロータ（スペイン語: La Carlota）は、スペイン・アンダルシア州コルドバ県のムニシピオ（基礎自治体）。面積は78.97km2、2016年の人口は13,936人。人口密度は176.47人/km2。標高は228m。コルドバ県の県都コルドバから30kmに位置する。

## 地理

### 地区
ラ・カルロータの自治体域は11の地区に分かれている。中心集落であるラ・カルロータ（自治体名と同じ）と10の集落に分散している。
- ラ・カルロータ
- ラ・パス
- ロス・アルガルベス
- モンテ・アルト
- エル・アルシーフェ
- エル・ガラバート
- ラ・チーカ・カルロータ
- ラス・ピネーダス
- エル・リンコンシージョ
- フエンクビエルタ
- アルデア・キンターナ

ラ・カルロータは県都コルドバの南に広がる、グアダルキビール川によって形成された谷の河岸段丘の一部であるコルドバ平野に位置する。
西と南はセビリア県と、北はコルドバとグアダルカサルと隣接する。
ラ・カルロータの地形の起伏は連続した小山となっており、雨の多いシーズンには池が出現することもある。年間降水量は600mmを若干上回る程度で、夏季の気温は高いが、冬季の寒さはそれほどは厳しくはない。ラ・カルロータの主要な経済活動は農業で伝統的な農産物を多く生産している。それは、乾燥農法による穀物栽培、オリーブ、ブドウ、ヒマワリ、ビート、綿花などである。

## 人口
| ラ・カルロータ (スペイン)の人口推移 1900－2010          |
|                                                         |
| 出典:INE（スペイン国立統計局）1900年 - 1991年、1996年 - |

## 政治
自治体首長はアンダルシーア社会労働党（Partido Socialista Obrero Español de Andalucía、PSOE-A）のラファエラ・クレスピン・ルビオ（Rafaela Crespín Rubio）で、自治体評議員はアンダルシーア社会労働党：10、アンダルシーア国民党（Partido Popular Andaluz）：6、IULV-CA：1、PA-EP-And：1となっている（2011年5月22日の自治体選挙結果、得票順）。
| 1999年6月13日自治体選挙 |        |        |          |
| 政党                    | 得票数 | 得票率 | 獲得議席 |
| PSOE-A                  | 4,446  | 78.48% | 14       |
| PP-A                    | 710    | 12.53% | 2        |
| IULV-CA                 | 448    | 7.91%  | 1        |

| 2003年5月25日自治体選挙 |        |        |          |
| 政党                    | 得票数 | 得票率 | 獲得議席 |
| PSOE-A                  | 4,874  | 76.37% | 14       |
| PP-A                    | 655    | 10.26% | 2        |
| IULV-CA                 | 508    | 7.96%  | 1        |
| PA                      | 304    | 4.76%  | 0        |

| 2007年5月27日自治体選挙 |        |        |          |
| 政党                    | 得票数 | 得票率 | 獲得議席 |
| PSOE-A                  | 4,300  | 64.86% | 12       |
| PP-A                    | 1,347  | 20.32% | 3        |
| IULV-CA                 | 543    | 8.19%  | 1        |
| PA                      | 374    | 5.64%  | 1        |

| 2011年5月22日自治体選挙 |        |        |          |
| 政党                    | 得票数 | 得票率 | 獲得議席 |
| PSOE-A                  | 3,719  | 48.89% | 10       |
| PP-A                    | 2,539  | 33.38% | 6        |
| IULV-CA                 | 477    | 6.27%  | 1        |
| PA-EP-And               | 357    | 4.69%  | 1        |
| Iniciativa C.I.         | 354    | 4.65%  | 0        |

### 司法行政
ラ・カルロータはポサーダス司法管轄区に属す。